# Illa Belkovski
L'illa Belkovski (en rus Бельковский остров, Belkovski óstrov) és la més occidental i la més petita de les illes Anjou (o Anjú). Aquest grup, el principal de l'arxipèlag de Nova Sibèria, està situat entre els mars de Làptev i de la Sibèria Oriental i l'oceà Àrtic.
La seva superfície és d'uns 500 km² i el punt més alt de l'illa és de 120 m. A l'extrem sud de Belkovski es troba una petita illa anomenada Strijiova.
A l'estiu l'illa Belkovski és quasi completament coberta per tundra criptògama, que consisteix en herba molt baixa, molsa, líquens i herba fetgera. A la terra ferma hi ha molts ocells marins i a les seves platges hi ha importants colònies de morses.
Aquesta illa està sotmesa a un clima àrtic extremadament fred. El mar que l'envolta està glaçat gairebé deu mesos l'any i l'illa es troba coberta de neu la major part de l'any. Àdhuc a l'estiu la fredor del mar no deixa pujar gaire la temperatura.

## Administració
Belkovski és una illa pràcticament deshabitada que només rep visites ocasionals. El primer europeu que va posar el peu a l'illa va ser el comerciant rus Belkov el 1808.
Administrativament forma part del territori de la República de Sakhà o Iacútia, un dels subjectes federals de Rússia.